# Grootdonk
Grootdonk (ook: Grootdonkbos of Grootdonckbos) is een bosgebied ten zuiden van Leopoldsburg en onmiddellijk ten noorden van de vallei van de Grote Beek.
Het is een vrij toegankelijk wandelbos.